# Pieter Prins

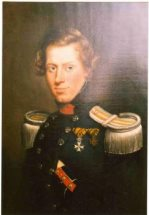
Pieter Prins in het officiers uniform van de schutterij. 1831

Pieter Prins (Wormerveer, 20 november 1812 - 13 september 1865) was kaashandelaar in Wormerveer en in 1864 en 1865 burgemeester van Wormerveer.
Pieter Prins werd geboren als zoon van Cornelis Simonsz Prins (1771-1843) en Trijntje Jans Oot (1775-1852). Hij trouwde op 12 februari 1834 in Amsterdam met Eva Alberti (1813-1883), met wie hij twee dochters kreeg. De oudste dochter was Anna Catharina (1834-1836), zij overleed voordat de tweede dochter werd geboren. Deze kreeg dezelfde naam als haar overleden zusje en leefde van 1837 tot 1909. In 1863 is zij in Wormerveer met dr. Jan Mulder getrouwd.
Prins was van 1830-1833 lid van de Noordhollandsche Schutterij en vocht als 2de luitenant onder meer bij de Tiendaagse Veldtocht in 1831. In 1832 werd hij benoemd tot ridder in de Militaire Willems-Orde.
In 1833 werd Prins als 2e luitenant bij de Schutterij ontslagen op voorwaarde dat hij zelf voor vervanging zou zorgen. Van 1840-1855 was hij kapitein bij de rustende Schutterij.
Pieter Prins overleed op 52-jarige leeftijd in 1865. Hij was een telg van een Zaanse doopsgezinden koopmansfamilie, die zelf via huwelijken weer aan andere handelsgeslachten zoals Verkade, (Smidt) van Gelder, Laan en Honig, was gelieerd en die in 1921 werd opgenomen in het Nederland's Patriciaat.